# Lip Service
Lip Service ist eine britische Dramaserie über eine Gruppe lesbischer Frauen im schottischen Glasgow. Produziert wurde die Serie 2009 bis 2011 in Glasgow. Die Erstausstrahlung war am 12. Oktober 2010 auf dem britischen Sender BBC Three.

## Idee und Entstehung
Die Idee der Serie Lip Service stammt von Harriet Braun, die zuvor unter anderem bereits für Mistresses als Autorin tätig war. Anfangs hatte sie selbst Bedenken gegen das Projekt – wegen des unausweichlichen Vergleichs mit der amerikanischen Serie The L Word. Schließlich kam sie jedoch zu dem Schluss, dass es Raum für zwei lesbische Dramaserien gebe – nicht zuletzt, weil lesbische Frauen bis dahin im britischen Fernsehen unterrepräsentiert waren.
Produziert wurde Lip Service von Kudos Film and Television (Life on Mars) im Auftrag von BBC Scotland.
Die erste Staffel wurde 2009 in Glasgow gedreht und wurde ab dem 12. Oktober 2010 auf dem britischen Sender BBC Three ausgestrahlt. Eine zweite Staffel wurde Ende des Jahres 2010 in Auftrag gegeben. Gedreht wurde ab Ende Mai 2011. Die Ausstrahlung begann ab dem 20. April 2012 auf BBC Three.
Nach der zweiten Staffel wurde die Serie von BBC Three eingestellt.

## Handlung
Mittelpunkt der Serie bildet die Beziehung zwischen Frankie (Ruta Gedmintas) und Cat (Laura Fraser). Sie sind seit ihrer Kindheit beste Freundinnen und später Geliebte. Dabei könnten die beiden kaum gegensätzlicher sein: Frankie ist impulsiv und stets auf Abenteuer aus; Cat dagegen schätzt die Ordnung und ist auf der Suche nach einer reifen, erwachsenen Beziehung. Als Frankie Glasgow verlässt, um in New York als Fotografin zu arbeiten, kommt Cat nur schwer über die Beziehung hinweg.
Neben Cat und Frankie spielen auch Tess, Jay und Ed eine wichtige Rolle. Sie sind die besten Freunde von Cat und Frankie und haben ebenso unter Beziehungsproblemen zu leiden, wie die beiden selbst.

### Staffel 1
Nachdem Frankie vom Tod ihrer Tante, bei der sie nach dem Tod ihrer Eltern aufwuchs, erfährt, kehrt sie nach Glasgow zurück und bringt damit Cats Leben, die endlich die schmerzliche Trennung überwunden hatte, gehörig durcheinander.
Frankies Familie verhält sich ihr gegenüber, trotz des Trauerfalls, sehr abweisend. Zunächst erweckt es den Anschein, dass die Familie mit ihrer homosexuellen Lebensweise nicht zurechtkommt und sich deshalb ihr gegenüber verwehrt. Im Verlauf der ersten Staffel findet Frankie aber heraus, dass mehr hinter Sache steckt, als ihr von Seiten der Familie erzählt wird. Auf der Suche nach sich selbst und ihrer wahren Lebensgeschichte, findet Frankie schließlich heraus, dass ihre Eltern, die, als sie drei Jahre alt war, bei einem Autounfall starben, nicht ihre leiblichen Eltern sind. Die Familie, insbesondere ihr Onkel, verhält sich bei diesem Thema sehr verschlossen. Als sie zusätzlich herausfindet, dass ihr Onkel in Wirklichkeit ihr Vater ist, bricht für sie eine Welt zusammen. Sie versucht indes Halt bei Cat zu finden.
Cat, die die Beziehung zu Frankie nur schwer hinter sich lassen konnte, ging inzwischen eine Beziehung zu der Polizistin Sam Murray (Heather Peace) ein. Dennoch bittet Cat Sam, bei der Aufklärung über Frankies wahre Herkunft zu helfen, dies führt nicht nur zu Beziehungsproblemen zwischen Cat und Sam, sondern hilft Frankie zudem herauszufinden, wer ihre wahren Eltern sind.
Tess (Fiona Button), eine mehr oder minder erfolgreiche Schauspielerin, war zunächst Cats, später Frankies Mitbewohnerin. Sie ist unglücklich in die erfolgreiche Moderatorin Lou (Roxanne McKee) verliebt, die karrierebedingt eine Affäre mit ihrem männlichen Kollegen vorzieht. Ed ist unglücklich in die offen lesbische Tess verliebt und erfährt nach seinem Liebesgeständnis einen herben Rückschlag. Und Jay, der sich in Beziehung mit Becky (Cush Jumbo) befindet, geht mit einer Kollegin und sogar mit Frankie fremd.

### Staffel 2
Frankie fasste den Mut ihre leibliche Mutter treffen, nach anfänglichen Schwierigkeiten verstehen sich beide gut, allerdings versucht Frankies Mutter gegenüber ihrem Mann weiterhin zu verheimlichen, dass sie eine Tochter hat.
Cat gesteht sich indes ein, dass sie Frankie immer noch liebt und mit ihr zusammen sein will. Sie will aber auch Sam nicht verletzen, so dass sie mit ihr zusammen bleibt und mit Frankie eine Affäre eingeht. Am Tag ihres Geburtstags wird Cat, nach einer Liaison mit Frankie, als sie unachtsam eine SMS lesend die Straße überquert, von einem Auto überfahren. Sie stirbt kurz darauf im Krankenhaus.
Als Frankie erst tags darauf vom Tod ihrer heimlichen Geliebten erfährt, sucht sie das Gespräch bei ihrer leiblichen Mutter, wird aber von dieser zurückgewiesen, so dass es für sie noch schwerer ist, den Verlust zu überwinden. Kurz nach dem Tod von Cat geht sie wieder zurück nach New York.
Auch Sam hat sichtlich mit Cats Tod zu kämpfen. Als sie allerdings nach und nach herausfindet, dass Cat eine Affäre mit Frankie hatte, schwenkt ihre Trauer in Wut um. Sie leidet zu dem unter Panikattacken, die sich negativ auf ihre Arbeit auswirken.
Tess, die nun mit Lexy und Sadie zusammen wohnt, hat eine Rolle in einem Theaterstück erhalten, wo sie mit einigen Kollegen anfreundet, aber auch von einer Kollegin drangsaliert wird. Tess empfindet etwas für ihre Mitbewohnerin Lexy und hofft, dass diese genauso empfindet. Am Tag der Uraufführung des Stücks will sie Lexy umso mehr beeindrucken. Lexy lernte zeitgleich zu Tess auch Sam zufällig beim Joggen kennen und versteht sich von Anfang an sehr gut mit ihr. Sie ist sich zunächst unsicher, ob sie mehr für Tess oder Sam empfindet. Entscheidet sich aber letztlich für Sam, um Tess nicht zu verletzen, verheimlicht sie es ihr gegenüber.

## Besetzung
| Rollenname        | Schauspieler/in       | Staffel(n) |
| ----------------- | --------------------- | ---------- |
| Cat MacKenzie     | Laura Fraser          | 1–2        |
| Frankie Alan      | Ruta Gedmintas        | 1–2        |
| Tess Roberts      | Fiona Button          | 1–2        |
| Jay Bryan Adams   | Emun Elliott          | 1–2        |
| Ed MacKenzie      | James Anthony Pearson | 1–2        |
| DetSgt Sam Murray | Heather Peace         | 1–2        |
| Sadie Anderson    | Natasha O’Keeffe      | 1–2        |
| Lou Foster        | Roxanne McKee         | 1          |
| Becky Love        | Cush Jumbo            | 1          |
| Dr. Lexy Price    | Anna Skellern         | 2          |
| Dr. Declan Love   | Adam Sinclair         | 2          |

## DVD-Veröffentlichung
Die erste Staffel wurde in originaler Tonspur mit deutschen Untertiteln am 28. Juni 2013 in Deutschland veröffentlicht. Die zweite Staffel erschien am 30. August 2013, ebenfalls mit deutschen Untertiteln.